# Joseph Morvan
Joseph Léon Marie Morvan (* 3. Dezember 1924 in Moustoir-Ac; † 26. September 1999 in Colpo) war ein französischer Radrennfahrer.

## Sportliche Laufbahn
1947 begann er mit dem Radsport im Vélo-Club Colpo. Morvan war Straßenradsportler. 1949 wurde er Berufsfahrer im Radsportteam Dilecta-Wolber und blieb bis 1963 als Radprofi aktiv. Morvan war Rekordsieger im Einzelzeitfahren Manche–Océan. 1949, 1951 und 1955 bis 1958 gewann er das Rennen. 1954, 1956 und 1957 (zweifach) gewann er eine Etappe der Tour de l’Ouest, 1955 siegte er im Etappenrennen Tour de Calvados, 1956 war er bei Paris–Bourges erfolgreich, 1959 holte er den Gesamtsieg in der Tour de l’Ouest. Sein bedeutendster Sieg gelang ihm auf der 5. Etappe der Tour de France 1956.
1958 kam er auf den 2. Rang im Grand Prix Midi-Libre. 1959 wurde er Zweiter im Etappenrennen 4 Jours de Dunkerque hinter Jacques Anquetil.
Die Tour de France bestritt er sechsmal, sein bestes Resultat in der Gesamtwertung war der 35. Platz 1958.